# Ḩājjī Bāqer Kandī
Ḩājjī Bāqer Kandī (persiska: حاجی باقر کندی) är en ort i Iran.   Den ligger i provinsen Östazarbaijan, i den nordvästra delen av landet, 500 km väster om huvudstaden Teheran. Ḩājjī Bāqer Kandī ligger 1 723 meter över havet och antalet invånare är 120.
Terrängen runt Ḩājjī Bāqer Kandī är huvudsakligen kuperad, men österut är den platt. Terrängen runt Ḩājjī Bāqer Kandī sluttar brant västerut. Runt Ḩājjī Bāqer Kandī är det ganska glesbefolkat, med 24 invånare per kvadratkilometer. Närmaste större samhälle är Kharājū, 18,4 km norr om Ḩājjī Bāqer Kandī. Trakten runt Ḩājjī Bāqer Kandī består i huvudsak av gräsmarker.